# Campionat d'Austràlia de motocròs
El Campionat d'Austràlia de motocròs (en anglès: Australian Motocross Championship), regulat per la federació australiana de motociclisme (MA, Motorcycling Australia), és la màxima competició de motocròs que es disputa a Austràlia. Conegut actualment com a ProMX, el campionat ha anat variant de categories al llarg dels anys fins a arribar a la fórmula actual de dues categories principals: MX1 per a motocicletes amb motor de quatre temps fins a 450 cc o de dos temps de més de 255 cc i MX2 per a motocicletes de quatre temps d'entre 200 i 250 cc o de dos temps d'entre 122 i 150 cc.

## Llista de guanyadors
Font:

### Primera etapa (1953-1974)
| Any  | 125 cc           | 125 cc   | 250 cc         | 250 cc     | 350 cc          | 350 cc    | 500 cc        | 500 cc      |
| Any  | Campió           | Moto     | Campió         | Moto       | Campió          | Moto      | Campió        | Moto        |
| ---- | ---------------- | -------- | -------------- | ---------- | --------------- | --------- | ------------- | ----------- |
| 1953 | Ken Rumble       | BSA      | Ken Rumble     | BSA        | John Burrows    | AJS       | -             | -           |
| 1954 | Ken Rumble       | BSA      | Ray Wall       | Velocette  | Ken Rumble      | BSA       | Charlie May   | AJS         |
| 1955 | -                | -        | John Rock      | F. Barnett | Peter Nicol     | BSA       | Ron Edwards   | BSA         |
| 1956 | George Bailey    | Triumph  | George Bailey  | Matchless  | Peter Nicol     | BSA       | George Bailey | Matchless   |
| 1957 | Ken Richards     | BSA      | George Bailey  | Matchless  | Clarrie Stewart | Matchless | -             | -           |
| 1958 | Alan Lee         | BSA      | Alan Atkins    | Puch       | Charlie West    | BSA       | Jim Silvy     | Matchless   |
| 1959 | Stan Jones       | BSA      | Alan Nicol     | Maico      | Roy East        | BSA       | Ray Fisher    | BSA         |
| 1960 | Charlie May      | BSA      | Gordon Renfree | BSA        | Ken Rumble      | BSA       | Ken Rumble    | BSA         |
| 1961 | Ray Dole         | Victa    | Charlie West   | BSA        | Charlie West    | BSA       | Les Fisher    | Triumph/BSA |
| 1962 | -                | -        | Gordon Renfree | BSA        | Alan Nicol      | BSA       | Alan Nicol    | BSA         |
| 1963 | Stan Jones       | BSA      | Bob O’Leary    | Cotton     | John Burrows    | BSA       | Bob O’Leary   | BSA         |
| 1964 | Stan Jones       | BSA      | Ian Gaff       | Greeves    | Ray Turner      | BSA       | Geoff Taylor  | Cotton      |
| 1965 | Ian Gaff         | Bultaco  | Graham Burford | ČZ         | John Mapperson  | BSA       | Ray Fisher    | Matchless   |
| 1966 | Ray Owen         | Bultaco  | Graham Burford | CZ         | John Mapperson  | BSA       | Ray Fisher    | Matchless   |
| 1967 | Leon Street      | Bultaco  | Matt Daley     | Husqvarna  | Matt Daley      | Husqvarna | Ray Fisher    | Matchless   |
| 1968 | Ray Fisher       | Kawasaki | Rob Voumard    | Yamaha     | Gordon Renfree  | Husqvarna | David Basham  | Greeves     |
| 1969 | Gary Flood       | Bultaco  | Gary Flood     | Bultaco    | -               | -         | Gary Flood    | Bultaco     |
| 1970 | Gary Flood       | Bultaco  | Gary Adams     | Bultaco    | -               | -         | Michael Groom | Husqvarna   |
| 1971 | David Basham     | ČZ       | David Basham   | CZ         | -               | -         | Ivan Miller   | Husqvarna   |
| 1972 | Edward Lancaster | Montesa  | Trevor Flood   | Bultaco    | -               | -         | Trevor Flood  | Bultaco     |
| 1973 | Gary Flood       | Bultaco  | Per Klitland   | Maico      | -               | -         | Trevor Flood  | Yamaha      |
| 1974 | Brian Martin     | Honda    | Gary Flood     | Bultaco    | Graeme Green    | Maico     | Gary Flood    | Bultaco     |

### Segona etapa (1975-2001)
| Any  | 125 cc            | 125 cc    | 250 cc           | 250 cc    | 500 cc           | 500 cc    |
| Any  | Campió            | Moto      | Campió           | Moto      | Campió           | Moto      |
| ---- | ----------------- | --------- | ---------------- | --------- | ---------------- | --------- |
| 1975 | Gaston Rahier     | Suzuki    | Gaston Rahier    | Suzuki    | Steve Cramer     | Yamaha    |
| 1976 | Steve Cramer      | Suzuki    | Michael Landman  | Suzuki    | Geoff Worrall    | Suzuki    |
| 1977 | Darryl Willoughby | Honda     | Anthony Gunter   | Suzuki    | Graeme Smythe    | Yamaha    |
| 1978 | Michael Landman   | Yamaha    | Pelle Granquist  | Husqvarna | Pelle Granquist  | Husqvarna |
| 1979 | Shane Kirkpatrick | Husqvarna | Pelle Granquist  | Husqvarna | Pelle Granquist  | Husqvarna |
| 1980 | Peter Carney      | Suzuki    | Stephen Gall     | Yamaha    | Trevor Williams  | Kawasaki  |
| 1981 | Jeff Leisk        | Honda     | Stephen Gall     | Yamaha    | Anthony Gunter   | Kawasaki  |
| 1982 | Ray Vandenburg    | Suzuki    | Stephen Gall     | Yamaha    | Jeff Leisk       | Yamaha    |
| 1983 | Glen Bell         | Suzuki    | Stephen Gall     | Yamaha    | Trevor Williams  | Kawasaki  |
| 1984 | Glen Bell         | Yamaha    | Jeff Leisk       | Honda     | Jimmy Ellis      | Yamaha    |
| 1985 | Jimmy Ellis       | Yamaha    | Jimmy Ellis      | Yamaha    | Trevor Williams  | Kawasaki  |
| 1986 | Glen Bell         | Yamaha    | Vaughan Style    | Honda     | Craig Dack       | Honda     |
| 1987 | Glen Bell         | Suzuki    | Craig Dack       | Honda     | Craig Dack       | Honda     |
| 1988 | Jeff Leisk        | Honda     | Jeff Leisk       | Honda     | Jeff Leisk       | Honda     |
| 1989 | Glen Bell         | Yamaha    | Eddie Warren     | ?         | Eddie Warren     | ?         |
| 1990 | Stephen Andrew    | Yamaha    | Craig Dack       | Yamaha    | Glen Bell        | Yamaha    |
| 1991 | Glen Bell         | Honda     | Craig Dack       | Yamaha    | Glen Bell        | Honda     |
| 1992 | Kim Ashkenazi     | Suzuki    | Kim Ashkenazi    | Suzuki    | Kim Ashkenazi    | Suzuki    |
| 1993 | Cameron Taylor    | Yamaha    | Lee Hogan        | Yamaha    | Kim Ashkenazi    | Suzuki    |
| 1994 | Joel Elliot       | Kawasaki  | Kim Ashkenazi    | Honda     | Lee Hogan        | Honda     |
| 1995 | Michael Cook      | Yamaha    | Kim Ashkenazi    | Suzuki    | Steven Andrew    | Yamaha    |
| 1996 | Dale Britton      | Yamaha    | Peter Melton     | Kawasaki  | Shane Watts      | KTM       |
| 1997 | Troy Carroll      | Honda     | Craig Anderson   | KTM       | Ian Cunningham   | Husqvarna |
| 1998 | Michael Byrne     | Honda     | Craig Anderson   | KTM       | Jamie Cunningham | Husqvarna |
| 1999 | Troy Dorron       | Honda     | Andrew McFarlane | Yamaha    | Peter Melton     | Kawasaki  |
| 2000 | Kim Ashkenazi     | Kawasaki  | Andrew McFarlane | Kawasaki  | Peter Melton     | Kawasaki  |
|      | 125cc             | 125cc     | MX1              | MX1       |                  |           |
| 2001 | Troy Carroll      | ?         | Daryll King      | Yamaha    | -                | -         |

#### Categories discontinuades
|      | Unlimited \| Any \| Campió \| Moto \| \| ---- \| -------------- \| --------- \| \| 1953 \| Ken Rumble \| BSA \| \| 1954 \| - \| - \| \| 1955 \| Peter Nicol \| BSA \| \| 1956 \| Charlie West \| BSA \| \| 1957 \| George Bailey \| Matchless \| \| 1958 \| Charlie West \| BSA \| \| 1959 \| Charlie West \| BSA \| \| 1960 \| Graham Burford \| BSA \| \| 1961 \| - \| - \| \| 1962 \| Alan Nicol \| BSA \| \| 1963 \| Gordon Renfree \| BSA \| \| 1964 \| Ian Gaff \| Greeves \| \| 1965 \| John Burrows \| BSA \| \| 1966 \| John Mapperson \| BSA \| \| 1967 \| Ray Fisher \| Matchless \| \| 1968 \| Ray Fisher \| Kawasaki \| \| 1969 \| Gary Flood \| Bultaco \| \| 1970 \| Matt Daley \| Husqvarna \| \| 1971 \| Ivan Miller \| Husqvarna \| \| 1972 \| Gary Adams \| Bultaco \| \| 1973 \| David Basham \| ČZ \| \| 1974 \| Trevor Flood \| Yamaha \| \| 1975 \| Gaston Rahier \| Suzuki \| \| 1976 \| Trevor Flood \| Maico \| \| 1977 \| Anthony Gunter \| Suzuki \| \| 1978 \| Graeme Smythe \| Yamaha \| \| 1979 \| Neville Cutts \| Suzuki \| \| 1980 \| Stephen Gall \| Yamaha \| 1. |           |
| Any  | Campió | Moto      |
| 1953 | Ken Rumble | BSA       |
| 1954 | - | -         |
| 1955 | Peter Nicol | BSA       |
| 1956 | Charlie West | BSA       |
| 1957 | George Bailey | Matchless |
| 1958 | Charlie West | BSA       |
| 1959 | Charlie West | BSA       |
| 1960 | Graham Burford | BSA       |
| 1961 | - | -         |
| 1962 | Alan Nicol | BSA       |
| 1963 | Gordon Renfree | BSA       |
| 1964 | Ian Gaff | Greeves   |
| 1965 | John Burrows | BSA       |
| 1966 | John Mapperson | BSA       |
| 1967 | Ray Fisher | Matchless |
| 1968 | Ray Fisher | Kawasaki  |
| 1969 | Gary Flood | Bultaco   |
| 1970 | Matt Daley | Husqvarna |
| 1971 | Ivan Miller | Husqvarna |
| 1972 | Gary Adams | Bultaco   |
| 1973 | David Basham | ČZ        |
| 1974 | Trevor Flood | Yamaha    |
| 1975 | Gaston Rahier | Suzuki    |
| 1976 | Trevor Flood | Maico     |
| 1977 | Anthony Gunter | Suzuki    |
| 1978 | Graeme Smythe | Yamaha    |
| 1979 | Neville Cutts | Suzuki    |
| 1980 | Stephen Gall | Yamaha    |

### Tercera etapa (2002-Actualitat)
A 31 de desembre de 2024
| Any  | MX2                    | MX2                    | MX1                    | MX1                    |
| Any  | Campió                 | Moto                   | Campió                 | Moto                   |
| ---- | ---------------------- | ---------------------- | ---------------------- | ---------------------- |
| 2002 | Troy Dorron            | Honda                  | Craig Anderson         | KTM                    |
| 2003 | Troy Carroll           | ?                      | Daryll King            | ?                      |
| 2004 | Cody Cooper            | ?                      | Daryll King            | ?                      |
| 2005 | Cameron Taylor         | ?                      | Daryl Hurley           | ?                      |
| 2006 | Ryan Marmont           | KTM                    | Craig Anderson         | Honda                  |
| 2007 | Jake Moss              | Yamaha                 | Daniel Reardon         | Kawasaki               |
| 2008 | Luke George            | Kawasaki               | Jay Marmont            | Yamaha                 |
| 2009 | Matt Moss              | Suzuki                 | Jay Marmont            | Yamaha                 |
| 2010 | PJ Larsen              | KTM                    | Jay Marmont            | Yamaha                 |
| 2011 | Matt Moss              | KTM                    | Jay Marmont            | Yamaha                 |
| 2012 | Ford Dale              | Honda                  | Josh Coppins           | Yamaha                 |
| 2013 | Luke Styke             | Yamaha                 | Matt Moss              | Suzuki                 |
| 2014 | Luke Clout             | Yamaha                 | Matt Moss              | Suzuki                 |
| 2015 | Jay Wilson             | Yamaha                 | Kirk Gibbs             | KTM                    |
| 2016 | Jed Beaton             | Yamaha                 | Dean Ferris            | Yamaha                 |
| 2017 | Egan Mastin            | KTM                    | Dean Ferris            | Yamaha                 |
| 2018 | Wilson Todd            | Yamaha                 | Dean Ferris            | Yamaha                 |
| 2019 | Wilson Todd            | Husqvarna              | Todd Waters            | Husqvarna              |
| 2020 | No disputat (COVID-19) | No disputat (COVID-19) | No disputat (COVID-19) | No disputat (COVID-19) |
| 2021 | Kyle Webster           | Honda                  | Luke Clout             | Yamaha                 |
| 2022 | Wilson Todd            | Honda                  | Aaron Tanti            | Yamaha                 |
| 2023 | Wilson Todd            | Honda                  | Dean Ferris            | Yamaha                 |
| 2024 | Kyle Webster           | Honda                  | Brodie Connolly        | Honda                  |

## Estadístiques

### Campions amb més de 3 títols
A 31 de desembre de 2024
| Títols | Pilot           | Desglòs                                                   |
| ------ | --------------- | --------------------------------------------------------- |
| 8      | Glen Bell       | 6 x 125cc, 2 x 500cc                                      |
| 8      | Gary Flood      | 3 x 125cc, 2 x 250cc, 2 x 500cc, 1 x Unlimited            |
| 7      | Kim Ashkenazi   | 2 x 125cc, 3 x 250cc, 2 x 500cc,                          |
| 7      | Ray Fisher      | 1 x 125cc, 4 x 500cc, 2 x Unlimited                       |
| 7      | Ken Rumble      | 2 x 125cc, 1 x 250cc, 2 x 350cc, 1 x 500cc, 1 x Unlimited |
| 6      | Jeff Leisk      | 2 x 125cc, 2 x 250cc, 2 x 500cc                           |
| 6      | Charlie West    | 1 x 250cc, 2 x 350cc, 3 x Unlimited                       |
| 5      | George Bailey   | 1 x 125cc, 2 x 250cc, 1 x 500cc, 1 x Unlimited            |
| 5      | Craig Dack      | 3 x 250cc, 2 x 500cc                                      |
| 5      | Trevor Flood    | 1 x 250cc, 2 x 500cc, 2 x Unlimited                       |
| 5      | Stephen Gall    | 4 x 250cc, 1 x Unlimited                                  |
| 4      | Craig Anderson  | 2 x 250cc, 2 x MX1                                        |
| 4      | David Basham    | 1 x 125cc, 1 x 250cc, 1 x 500cc, 1 x Unlimited            |
| 4      | Pelle Granquist | 2 x 250cc, 2 x 500cc                                      |
| 4      | Dean Ferris     | 4 x MX1                                                   |
| 4      | Jay Marmont     | 4 x MX1                                                   |
| 4      | Matt Moss       | 2 x MX2, 2 x MX1                                          |
| 4      | Wilson Todd     | 4 x MX2                                                   |
| 4      | Alan Nicol      | 1 x 250cc, 1 x 350cc, 1 x 500cc, 1 x Unlimited            |
| 4      | Gordon Renfree  | 2 x 250cc, 1 x 350cc, 1 x Unlimited                       |